# Charles-Joseph Gigandet
Joseph Léger Charles (Charles-Joseph) Gigandet (Vendlincourt, 27 februari 1855 - Bern, 5 december 1913), was een Zwitsers politicus.
Charles-Joseph Gigandet was een buitenechtelijk kind en hij had, in tegenstelling tot de meeste vicekanseliers een arme jeugd. Hij bezocht de lagere school in Vendlincourt en daarna van 1868 tot 1873 de kweekschool in Porrentruy. Hierna werkte hij als leraar in Saint-Ursanne (1873-1877) en Delémont (1877-1879). Hierna was hij leraar Frans in Delémont en later in Bellinzona. Van 1880 tot 1892 werkte hij als leraar Frans aan diverse privéscholen in Nederland. Na zijn terugkeer in Zwitserland was hij redacteur van de aan de Vrijzinnig Democratische Partij (FDP) verwante krant National Suisse te La Chaux-de-Fonds. Onder het pseudoniem Jean Bron schreef hij van literaire en geschiedkundige artikelen in de Jurastische krant Le Démocrate van Emile Boéchat. In 1895 begon hij op de Bondskanselarij te werken voor de Franse afdeling.
Charles-Joseph Gigandet werd in 1902 tot vicekanselier gekozen. Hij bleef vicekanselier tot 1910.
Charles-Joseph Gigander zette zich als vicekanselier in voor de vertaling van het burgerlijk wetboek in het Frans. 
Sinds de herfst van 1907 leed hij aan zenuwinzinkingen. Dit was ook de reden dat hij in 1910 aftrad als vicekanselier. 